# Johannes Gebbing

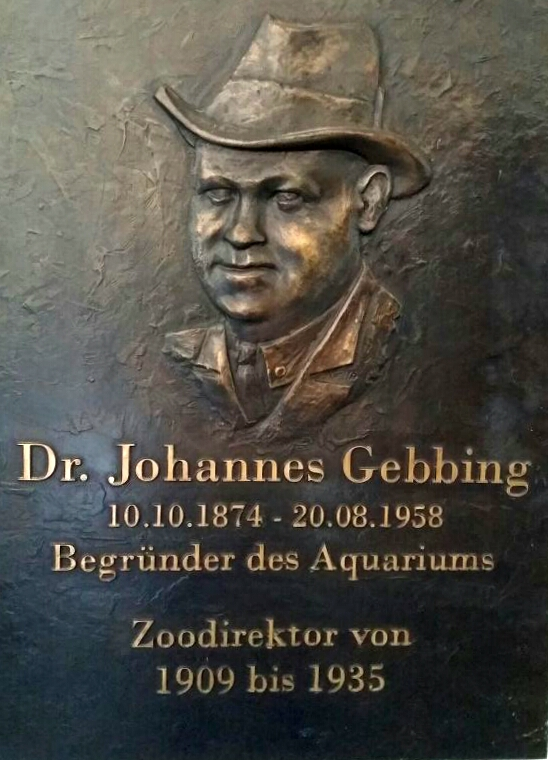
Gedenktafel für Johannes Gebbing im Aquarium des Leipziger Zoos, von Felix Pfeifer

Johannes Gebbing (* 10. Oktober 1874 in Bocholt; † 20. August 1958 in Bad Reichenhall) war ein deutscher Zoologe. Er war 25 Jahre lang Direktor des Leipziger Zoos.

## Leben
Gebbing studierte Naturwissenschaften an den Universitäten in Berlin, München und Leipzig. Nach seinem Studium war er wissenschaftlicher Mitarbeiter von Erich von Drygalski. Gebbing übernahm die hydrochemischen Untersuchungen der Tiefsee im Rahmen der Auswertung von Drygalskis Gauß-Expedition.

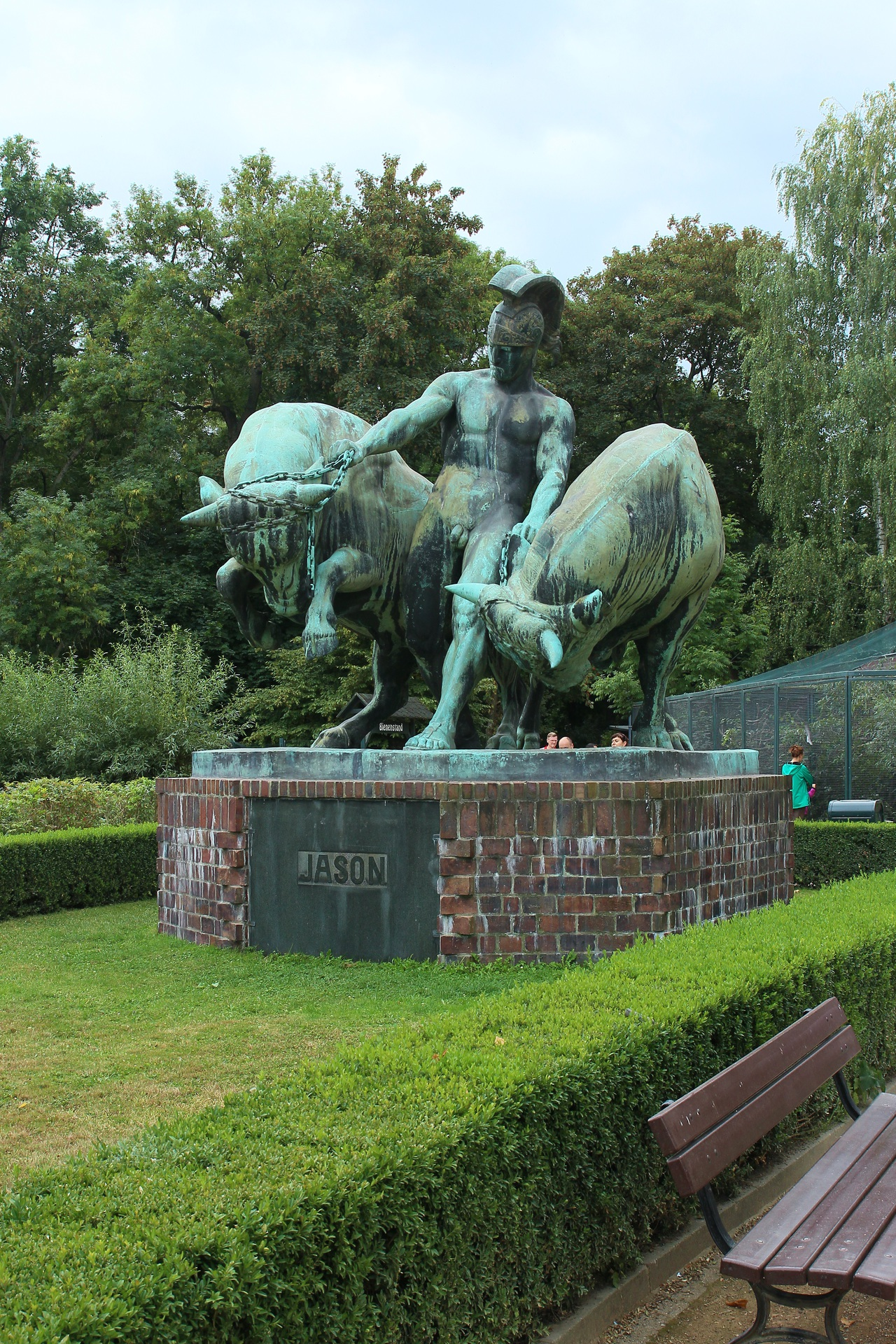
Skulptur Jason von Walter Lenck, eine der strittigen Skulpturen

1909 nahm er einen Ruf an den Leipziger Zoo wahr und führte diese Einrichtung bis 1934, seinem 60. Lebensjahr. Gebbing folgte dem verstorbenen Zoogründer Ernst Pinkert, einem Gastwirt. Unter Gebbing wurde 1910 ein Aquarium und 1913 das angrenzende Terrarium der Öffentlichkeit übergeben. Während des Ersten Weltkrieges, zu dem auch Zoodirektor Gebbing eingezogen wurde, verfiel der Zoo zusehends. Um neue Einnahmequellen zu erschließen, begann der Zoo ab 1920 Tiere an Filmproduktionen zu verleihen, in denen Gebbing als Vertrauensperson selbst mitspielte. Zudem wurde in seiner Ära der Zoo von drei auf 12,5 Hektar erheblich erweitert. Dabei entstanden heute noch für den Leipziger Zoo typische Klinkerbauten wie das Dickhäuterhaus oder die markante Bärenburg.
Nach seiner Verrentung lebte Gebbing weiter in Sachsen. Nach Kriegsende unterstützte er zunächst seinen Nachfolger Karl Max Schneider beim Wiederaufbau des Zoos, bevor er nach Bayern zog. Gebbing war verheiratet mit Herbertine Meyer, sie hatten den 1925 geborenen Sohn Herbert.
Von 2015 bis 2019 gab es Streit um vier Skulpturen im Leipziger Zoo, die Gebbing in den 1930er Jahren angeblich erworben hatte und im Zoo aufstellen ließ. Ein Sohn von Gebbing forderte diese in seiner Eigenschaft als Erbe erfolglos vom Leipziger Zoo zurück. Sowohl das Landgericht Leipzig wie auch das Oberlandesgericht Dresden entschieden gegen den Kläger. Eine zunächst eingelegte Beschwerde gegen die Nichtzulassung der Revision beim Bundesgerichtshof nahm Gebbing wieder zurück.

## Veröffentlichungen
- Ein Leben für Tiere. Bibliographisches Institut, Leipzig 1936 und 1957